# Matinale
 (janvier 2019).
Si vous disposez d'ouvrages ou d'articles de référence ou si vous connaissez des sites web de qualité traitant du thème abordé ici, merci de compléter l'article en donnant les références utiles à sa vérifiabilité et en les liant à la section « Notes et références ».
Une émission matinale, dite souvent plus simplement une « matinale », est un genre d'émission de télévision ou de radio diffusé quotidiennement du lundi au vendredi en début de matinée, généralement entre 6 et 9 h.

## Fonctionnement
Une matinale cible essentiellement les personnes qui sont dans la vie active et se préparent pour aller au travail.
Diffusée le plus souvent en direct, une matinale est une émission quotidienne rythmée et très organisée, qui est généralement entrecoupée à intervalles réguliers de flashs d'information et de bulletins météo. Selon les chaînes et les stations, une matinale est composée de chansons (clips à la télévision), de jeux, de chroniques pratiques ou sur l'actualité, de débats, etc. Il y a généralement une revue de presse des quotidiens à paraître dans la journée.

## Prématinale
Il existe aussi des émissions dites « pré-matinales », qui commencent encore plus tôt (vers 4 h 30 ou 5 h), et qui laissent la place au bout d'une heure ou deux à la matinale proprement dite. Par extension, on parle[style à revoir] aussi de matinale pour ce type d'émission décliné le week-end.

## Intervenants
Les intervenants sont appelés « matinaliers » et « prématinaliers ».